# 02 Panic Room
02 Panic Room è un singolo del gruppo musicale polacco Riverside, pubblicato il 10 giugno 2007 come primo estratto dal terzo album in studio Rapid Eye Movement.

## Tracce
1. 02 Panic Room – 3:54 (testo: Mariusz Duda – musica: Riverside)
2. Lucid Dream IV – 4:34 (musica: Riverside)
3. Back to the River – 6:30 (musica: Riverside) – contiene un estratto di Shine On You Crazy Diamond dei Pink Floyd
4. 02 Panic Room (Remix) – 3:23 (testo: Mariusz Duda – musica: Riverside, Magda Srzedniccy, Robert Srzedniccy)

## Formazione
Gruppo
- Mariusz Duda – voce, basso, chitarra acustica
- Piotr Grudzinski – chitarra
- Piotr Kozieradzki – batteria
- Michal Lapaj – tastiera

Produzione
- Riverside – produzione
- Magda Srzedniccy – produzione, registrazione e ingegneria del suono presso i Serakos Studio, missaggio
- Robert Srzedniccy – produzione, registrazione e ingegneria del suono presso i Serakos Studio, missaggio
- Maciej Mularczyk – registrazione e ingegneria del suono presso i Toya Studio
- Grzegorz Piwkowski – mastering